# Hans-Joachim Lenz (Statistiker)
Hans-Joachim Lenz (* 31. Juli 1942 in Berlin) ist ein ehemaliger deutscher Professor für Datenverarbeitung und Statistik am Institut für Produktion, Wirtschaftsinformatik und Operations Research der Freien Universität Berlin.
Er schloss sein Diplom in Betriebswirtschaftslehre 1966 an der Freien Universität Berlin ab, promovierte dort 1973 zum Dr. rer. pol. und habilitierte 1976 mit der venia legendi für Statistik und Operations Research.
Von 1978 bis 2008 war er Professor für Datenverarbeitung und Statistik an der Freien Universität Berlin. Er befasste sich mit Datenbanksystemen und wissensbasierten Systemen, semantischer Integrität und operativem Controlling von Datenbanken.
Im Jahr 2007 veröffentlichten Veit Köppen und Roland M. Müller als Herausgeber eine Festschrift anlässlich des 65. Geburtstages von Hans-Joachim Lenz mit dem Titel Business Intelligence: Methods and Applications – Essays in Honor of Prof. Dr. Hans-J. Lenz.

## Werke
Lenz ist Autor bzw. Herausgeber von über 350 Büchern und Artikeln über Aspekte von Datenbanksystemen, Statistik, Business Intelligence und Wirtschaftsinformatik.